# Alejandro Arribas
Alejandro Arribas Garrido est un footballeur espagnol, né le 1er mai 1989 à Madrid. Il évolue au poste de défenseur central au FC Juárez.

## Palmarès

### Séville FC
- Ligue Europa
  - Vainqueur : 2015